# Дебхата
Дебхата (бенг. দেবহাটা, англ. Debhata) — город на юго-западе Бангладеш, административный центр одноимённого подокруга. Площадь города равна 3,48 км². По данным переписи 2001 года, в городе проживало 2492 человека, из которых мужчины составляли 51,52 %, женщины — соответственно 48,48 %. Уровень грамотности населения составлял 51,7 % (при среднем по Бангладеш показателе 43,1 %). 